# Förderstiftung Konservative Bildung und Forschung
Die Förderstiftung Konservative Bildung und Forschung (FKBF) ist eine neurechte gemeinnützige Stiftung, die im Jahr 2000 vom Criticón-Herausgeber Caspar von Schrenck-Notzing in München gegründet und bis 2007 von ihm geleitet wurde. Seit 2007 wird die Stiftung von Dieter Stein geleitet, dem Gründer, Herausgeber und Leiter aller Projekte rund um die neurechte Wochenzeitung Junge Freiheit. Die Stiftung ist der zentrale Auslober des Gerhard-Löwenthal-Preises. Seit 2012 ist die Bibliothek des Konservatismus in Berlin das zentrale Projekt der Stiftung.

## Geschichte

### Vorläufer
Vorläufer der Förderstiftung Konservative Bildung und Forschung war das ebenfalls von Caspar von Schrenck-Notzing gegründete Institut für Konservative Bildung und Forschung in München. Das Institut vergab 1985 den nach Baltasar Gracián benannten Baltasar-Gracián-Kulturpreis an Gerd-Klaus Kaltenbrunner. 2001 wurde der Preis noch einmal verliehen, diesmal an Erwin K. Scheuch.
1991/1992 wurde ein ähnlicher Verein in Bielefeld gegründet, der Förderverein Konservative Kultur und Bildung, der das Konservative Büro in Bielefeld betrieb. Mitglieder des Kuratoriums des Vereins waren Caspar von Schrenck-Notzing sowie der Jesuit Lothar Groppe, Hans Graf Huyn, Gerhard Löwenthal, Christa Meves und Karl Steinbuch, die auch als Autoren in Schrenck-Notzings Zeitschrift Criticón auftraten. Der Förderverein und das Konservative Büro organisierten Veranstaltungen wie beispielsweise 1997 eine (zweite) „Kultur-Konservative Messe“ in Bad Hersfeld.
Zu Schrenck-Notzings politischer Orientierung schrieb Astrid Lange 1993, er sehe in den Republikanern „eine Kraft, die es versteht, Massen zu mobilisieren“. Er unterstützte in den 1990er Jahren auch die Deutsche Soziale Union und den Bund freier Bürger.

### Gründung und Entwicklung
Im Jahr 2000 gründete Caspar von Schrenck-Notzing Förderstiftung Konservative Bildung und Forschung (FKBF). Die FKBF hatte zunächst die Aufgabe, seine rund 15.000 Bände umfassende Privatbibliothek und das Criticón-Archiv zu verwalten. Der FKBF wurde durch Spenden finanziert. Die erste Einlage über eine Million Mark stammte von Schrenck-Notzing selbst.
2007 übertrug Schrenck-Notzing den Stiftungsvorsitz an Dieter Stein, Gründer und Chefredakteur der neurechten Wochenzeitung Junge Freiheit. Dieter Stein verzahnte die FKBF eng mit der Jungen Freiheit. Beispielsweise wird der Gerhard-Löwenthal-Preis, den die Junge Freiheit im Jahr 2004 zusammen mit Ingeborg Löwenthal ins Leben gerufen hatte, seit 2007 von der FKBF in Kooperation mit der Jungen Freiheit vergeben. Der Preis wurde bisher zumeist an Autoren der Jungen Freiheit verliehen.
Nach dem Tod Caspar von Schrenck-Notzings im Januar 2009 gehörte dessen Witwe Regina von Schrenck-Notzing (1936–2012) bis zu ihrem Tod dem Stiftungsrat an. Sie war aktiv beim Bund freier Bürger und veranstaltete die rechtskonservative Münchner Winterakademie, die auch von der FKBF beworben wurde.
Nach Regina von Schrenck-Notzings Tod im Januar 2012 nahm der Sohn Alexander von Schrenck-Notzing (* 1965) ihren Platz im Stiftungsrat ein. Er war 1983 Gründungsmitglied der Partei Die Republikaner gewesen und hatte 1986 in Bayern für die Republikaner kandidiert. 1989 war er Mitgründer und einer der drei Vorsitzenden des kurzlebigen Republikanischen Hochschulverbands gewesen.
Der Förderkreis der FKBF umfasste Ende 2012 etwa 2000 Personen. Zwischen 2014 und 2017 erhielt die FKBF nach Auskunft der Stiftungsaufsicht rund 1,35 Millionen Euro Spenden.
Renate Renken, ehemalige Assistentin der Geschäftsführung der Jungen Freiheit, war im Vorstand der FKBF. Die Bereiche Presse, Öffentlichkeitsarbeit und Betreuung der Förderer übernahm Bastian Behrens, der auch die Förderer der Jungen Freiheit betreut. Behrens arbeitet seit langem parallel für die FKBF und die Junge Freiheit.

### Bibliothek des Konservatismus
Nach vier Jahren Planung und Vorbereitung wurde 2011 in Berlin die Bibliothek des Konservatismus, die rechtskonservative Literatur zur Verfügung stellt, eingeweiht und am 23. November 2012 eröffnet. Den Grundstock bildete die Bibliothek von Caspar von Schrenck-Notzing. Zu den Projekten Dieter Steins – die Wochenzeitung Junge Freiheit mit eigenem Verlag, die Sommerfeste, JF-TV mit YouTube-Kanal – kam nun die Bibliothek des Konservatismus. Sie wurde zum neuen Hauptprojekt der Förderstiftung. Die Bibliothek des Konservatismus ist nicht nur eine Bibliothek, sondern zugleich ein Kontakt- und Veranstaltungszentrum. Sie versteht sich selbst als „konservative Denkfabrik“.
Das Haus, in dem sich die Förderstiftung und die Bibliothek befinden, wurde von dem Hamburger Reeder und AfD-Sponsor Folkard Edler im Frühjahr 2013 gekauft und anschließend der Stiftung vermacht.
Mitte 2015 wurde die Website der FKBF gänzlich eingestellt und eine Weiterleitung zur neuen Website der Bibliothek des Konservatismus geschaltet.

## Aktivitäten
Die Förderstiftung Konservative Bildung und Forschung fungiert als Träger der Bibliothek des Konservatismus. Die Förderstiftung wird zum Beispiel als Inhaber des Bankkontos für Geldspenden angegeben, ebenso im Impressum des YouTube-Kanals der Bibliothek des Konservatismus und als Aussteller bei der Frankfurter Buchmesse. Ferner werden die Publikationen der Bibliothek des Konservatismus von der Förderstiftung herausgegeben.
Die Akteure der FKBF organisieren regelmäßig Veranstaltungen mit neurechten, rechtskonservativen und christlich-konservativen Publizisten, Politikern und Wissenschaftlern, dokumentieren sie auf Videos und verbreiten diese via YouTube. Außerdem werden unter dem Titel „Studienprogramm“ Seminare für Schüler, Studenten und Jungakademiker abgehalten. Die FSKF wendet sich via Bibliothek des Konservatismus somit auch an das intellektuelle und studentische sowie burschenschaftlich ausgerichtete Milieu.
Die FKBF vergibt in Kooperation mit der Jungen Freiheit den Gerhard-Löwenthal-Preis, der „jungen, freiheitlich-konservativen Journalismus“ fördern soll. Der Preis wird in der Berliner Zitadelle Spandau verliehen, seit 2009 im zweijährigen Turnus.

## Publikationen
- Patrick Neuhaus (Hrsg.): Caspar von Schrenck-Notzing: Konservative Publizistik. Texte aus den Jahren 1961 bis 2008. Förderstiftung Konservative Bildung und Forschung, Berlin 2011, ISBN 978-3-9814310-0-1.
- Erträge, Schriftenreihe der Bibliothek des Konservatismus. Herausgeber: Förderstiftung Konservative Bildung und Forschung. Die Reihe dokumentiert Vorträge, die in der Bibliothek des Konservatismus gehalten wurden, und wissenschaftliche Arbeiten. Seit 2014 sind bisher acht Ausgaben erschienen.[33]
- Agenda, zweimonatlicher Informationsbrief der Bibliothek des Konservatismus, seit Juni 2016. Herausgeber: Förderstiftung Konservative Bildung und Forschung.[34]